# کانگ گورو
کانگ گورو (به لاتین: Kang Guru) یک کوه در نپال است که در Manang District واقع شده‌است. کانگ گورو ۶٬۹۸۱ متر بالاتر از سطح دریا واقع شده‌است.